# セントーサ・フェリーターミナル

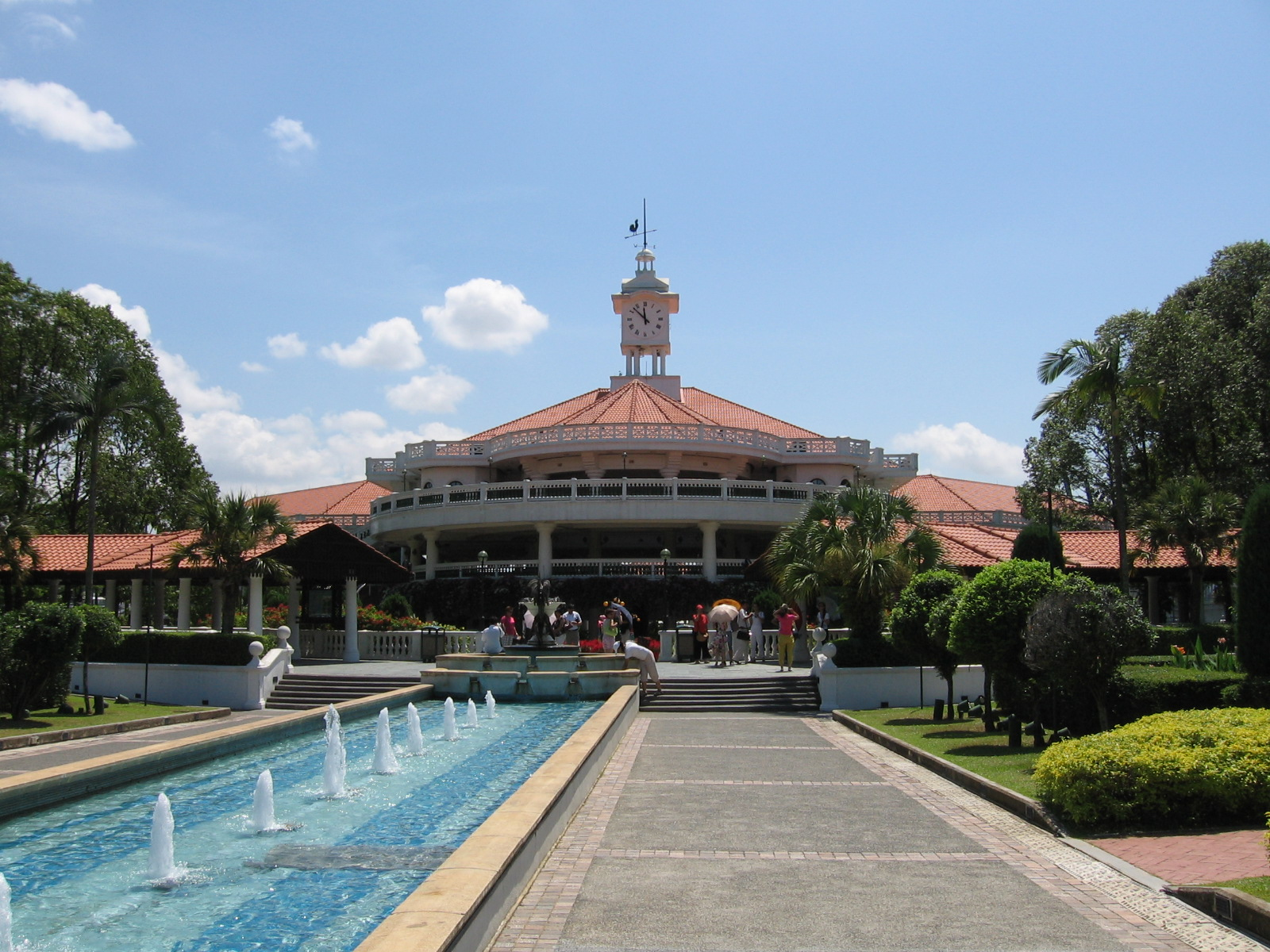
ファウンテンガーデンズからのメインエントランスの眺め

セントーサ・フェリーターミナル（Sentosa Ferry Terminal）はシンガポールのセントーサ島にかつて存在したクルーズ、フェリーターミナル。
当時存在したクリフォードピアの施設不足を解消するために政府はセントーサ島にフェリーターミナルの建設を計画し、1972年にセントーサ・デベロップメント・コーポレーションによって作られ、インドネシア、マレーシアとシンガポールを結んでいた。1987年にセントーサ・モノレールの駅と共にターミナルビルが建設された。
その後、2005年に閉鎖となり、2007年3月27日に解体された。